# Cryptandra intratropica
Cryptandra intratropica är en brakvedsväxtart som beskrevs av W. V. Fitzg.. Cryptandra intratropica ingår i släktet Cryptandra och familjen brakvedsväxter. Inga underarter finns listade i Catalogue of Life.